# Llista d'alcaldes de Tagamanent
Llista d'alcaldes de Tagamanent:
- Segimon Portet i Collell (1901 - 1911)
- Cristòfol Grau i Esteve (1912 - 1916)
- Josep Grau i Casals (1917 - 1923)
- Miquel Marsal i Espinàs (1923 - 1925)
- Josep Grau i Casals (1926 - 1932)
- Àngel Torndelacreu i Moncau (1933 - 1936)
- Bonaventura Brillàs i Robert (1936 - 1937)
- Ramon Mateu i Sans (1937 - 1938)
- Joan Portet i Massó (1939 - 1954)
- Francesc Grau i Sentias (1954 - 1968)
- Valentí Leiro i Paz (1968 - 1979)
- Josep Vila i Sans (1979 - 1987)
- Núria Jordà i Vila (1987 - 1988)
- Jaume Font i Rosell (1988 - 2007)
- Jordi Morera i Cortines (2007 - 2011)
- Ignasi Martínez i Murciano (2011 -